# One Night (песня)
«One Night» — песня, которую написали Дейв Бартоломью и Эрл Кинг.
В 1956 году с ней в американские ритм-н-блюзовые чарты попал Смайли Льюис, а в 1958—1959 годах версия Элвиса Пресли стала ещё более успешной. В американском журнале «Билборд» песня «One Night» в исполнении Элвиса Пресли достигла 4-го места в чарте Hot 100 (чарт синглов в жанре поп-музыки, главный хит-парад этого журнала), 24-го места в чарте синглов в жанре кантри (теперь Hot Country Songs) и 10-го места в чарте синглов в жанре ритм-н-блюза (теперь Hot R&B/Hip-Hop Songs).
В 2015 году журналист мемфисской ежедневной газеты The Commercial Appeal Крис Херрингтон в своём списке 50 лучших песен Элвиса Пресли поставил песню «One Night» на 11-е место.